# 工團站
工團站（：／ Gongdan yeok */?）是大邱地鐵3號線沿線的一座高架車站，位於韓國大邱廣域市北區飛山洞。

## 車站結構
站體為2面2線側式月台的高架車站，候車月台設有半高式月台門，僅有1處出口。

### 月台配置
| 八達 ↑ |
| \| 上  |
| ↓ 萬坪 |

| 月台 | 路線               | 目的地                           |
| ---- | ------------------ | -------------------------------- |
| 上行 | ●大邱都市鐵道3號線 | 八達、梅川市場、漆谷慶大醫院方向 |
| 下行 | ●大邱都市鐵道3號線 | 萬坪、西門市場、龍池方向         |

## 歷史
- 2015年4月23日：開通使用。

## 車站周邊
- 西大邱初等學校
- 飛山7洞治安中心
- 八達橋
- 河中島（朝鲜语：하중도 (대구)）
- 大邱女性會館
- E-MART TRADERS（朝鲜语：이마트 트레이더스）飛山店
- 大邱染色一般產業園區
- 起亞汽車萬坪營業處

## 圖片

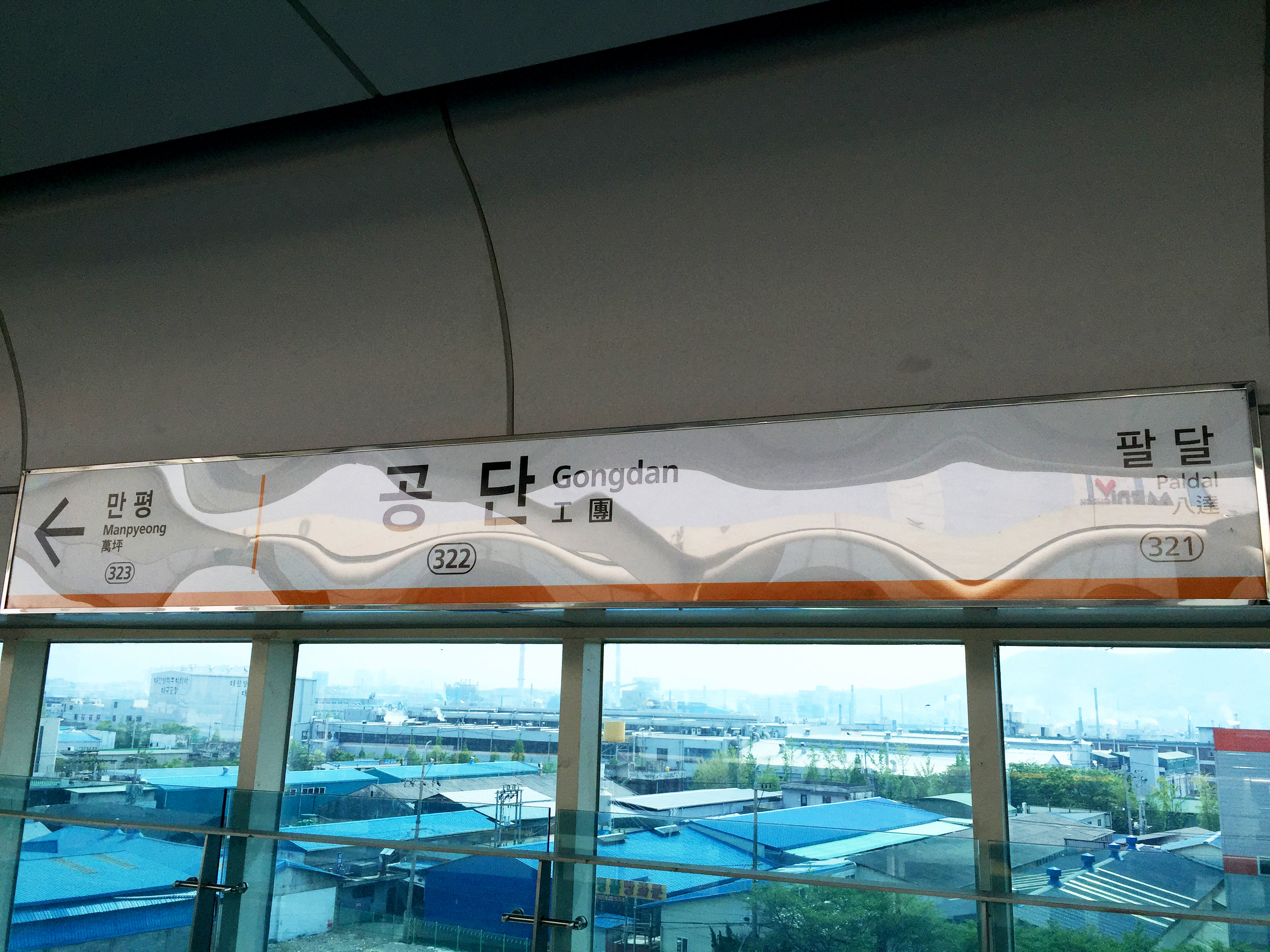
站名牌
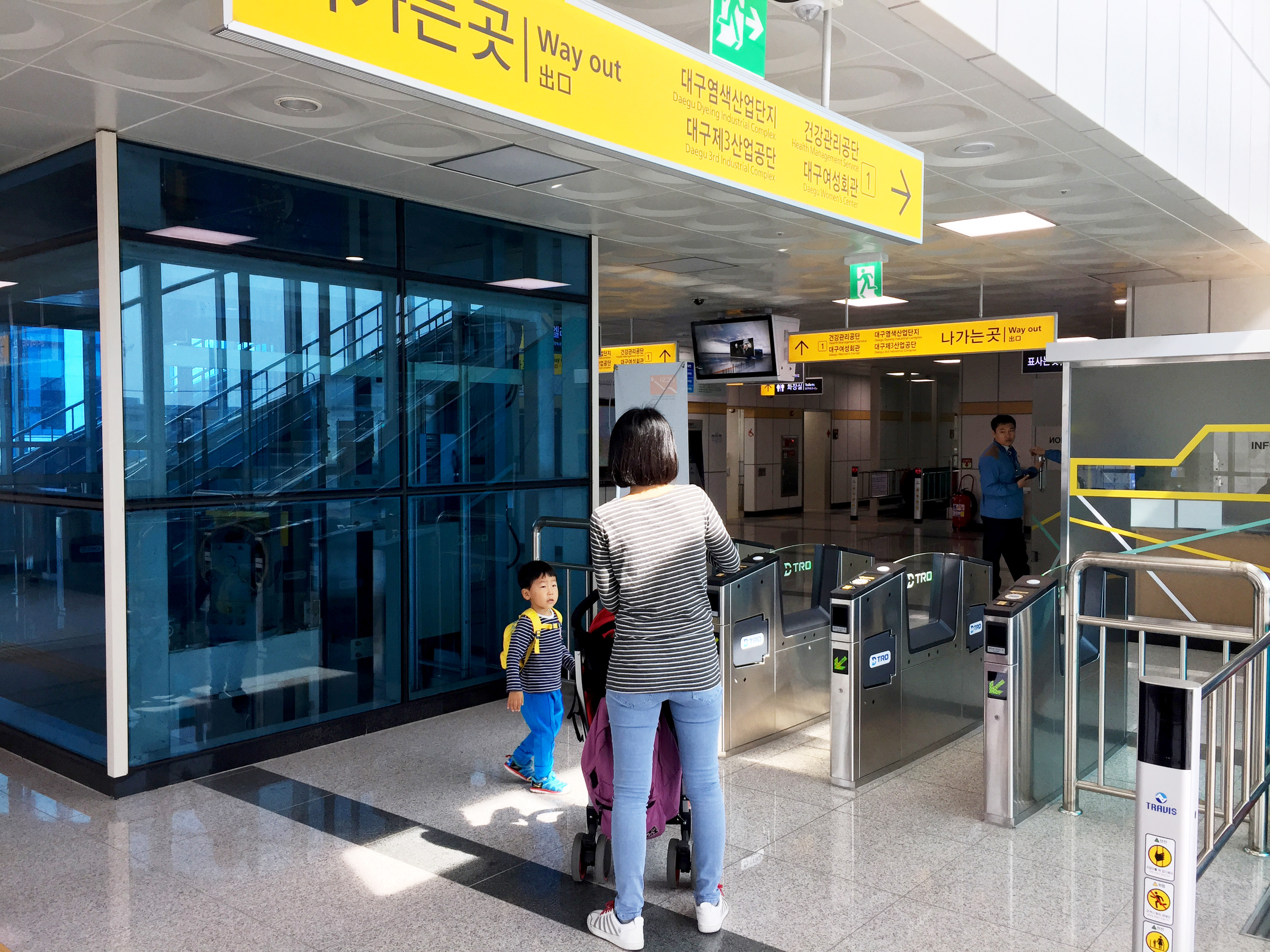
剪票閘口
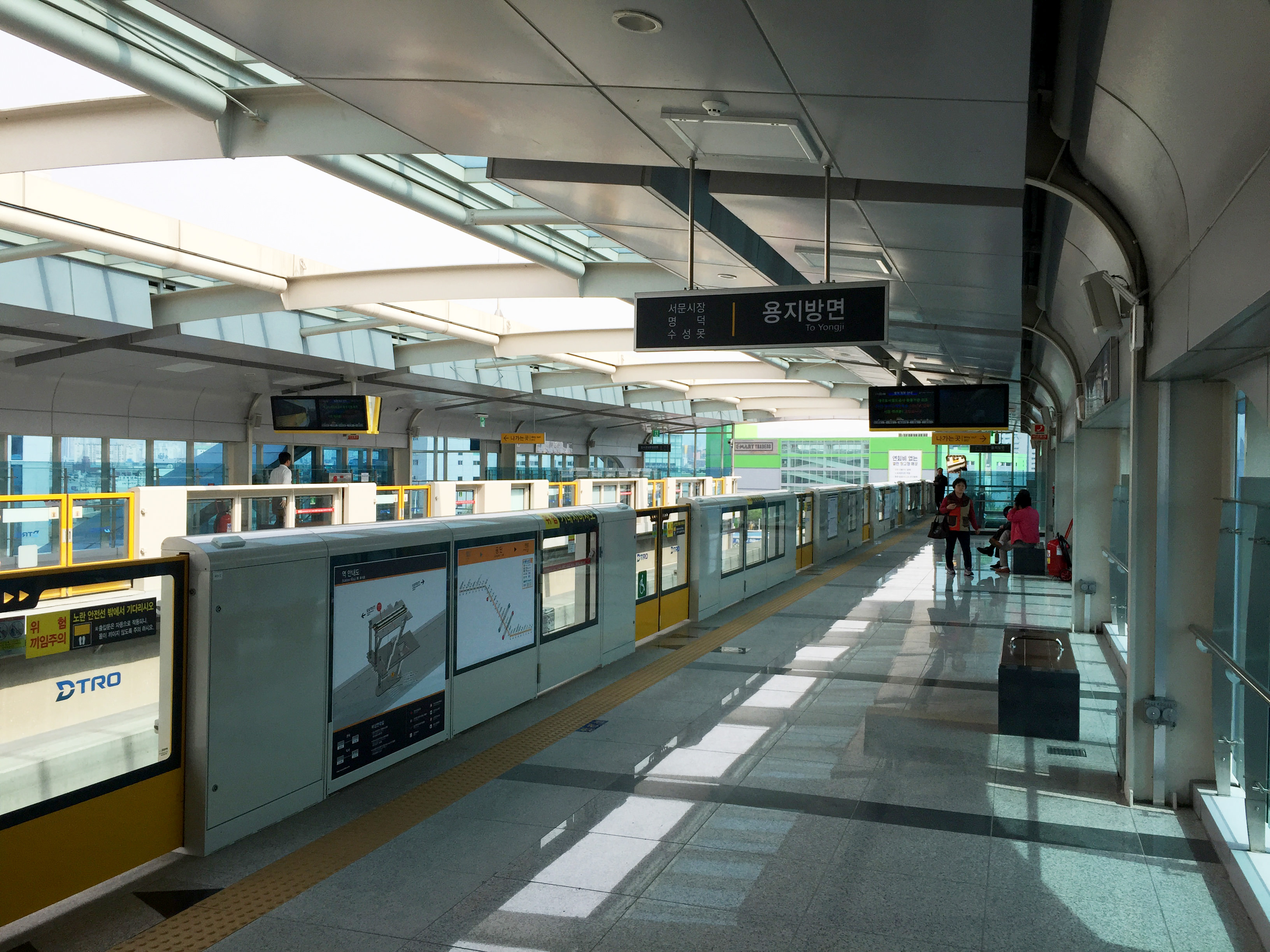
候車月台

## 相鄰車站
大邱都市鐵道公社
●大邱都市鐵道3號線
八達（321）－工團（322）－萬坪（323）